# Cheiropachus mai
Cheiropachus mai är en stekelart som beskrevs av Xiao och Huang 2001. Cheiropachus mai ingår i släktet Cheiropachus och familjen puppglanssteklar. Inga underarter finns listade i Catalogue of Life.